# Àger
Àger (spanisch Áger) ist eine katalanische Gemeinde (municipio) mit 602 Einwohnern (Stand: 2024) in der Provinz Lleida im Nordosten Spaniens. Sie liegt in der Comarca Noguera. Die Gemeinde besteht neben dem Hauptort Àger aus den Ortschaften Agulló, Corsá, Fontdepou, Los Masos de Milla, Milla, La Regola, Sant Josep de Fontdepou und Vilamajor.

## Geographische Lage
Àger liegt etwa 55 Kilometer nordnordöstlich von Lleida in einer Höhe von ca. 640 m. Im Gemeindegebiet liegt der Flugplatz Àger.

## Bevölkerungsentwicklung
| Jahr      | 1970 | 1981 | 1991 | 2001 | 2011 | 2021 |
| Einwohner | 772  | 684  | 592  | 523  | 590  | 588  |

## Sehenswürdigkeiten
- Burgruine von Corsà
- Stiftskirche Sant Pere (Peterskirche) in Àger
- Vinzenzkirche in Àger
- Marienkapelle in Corsà
- Volkssternwarte

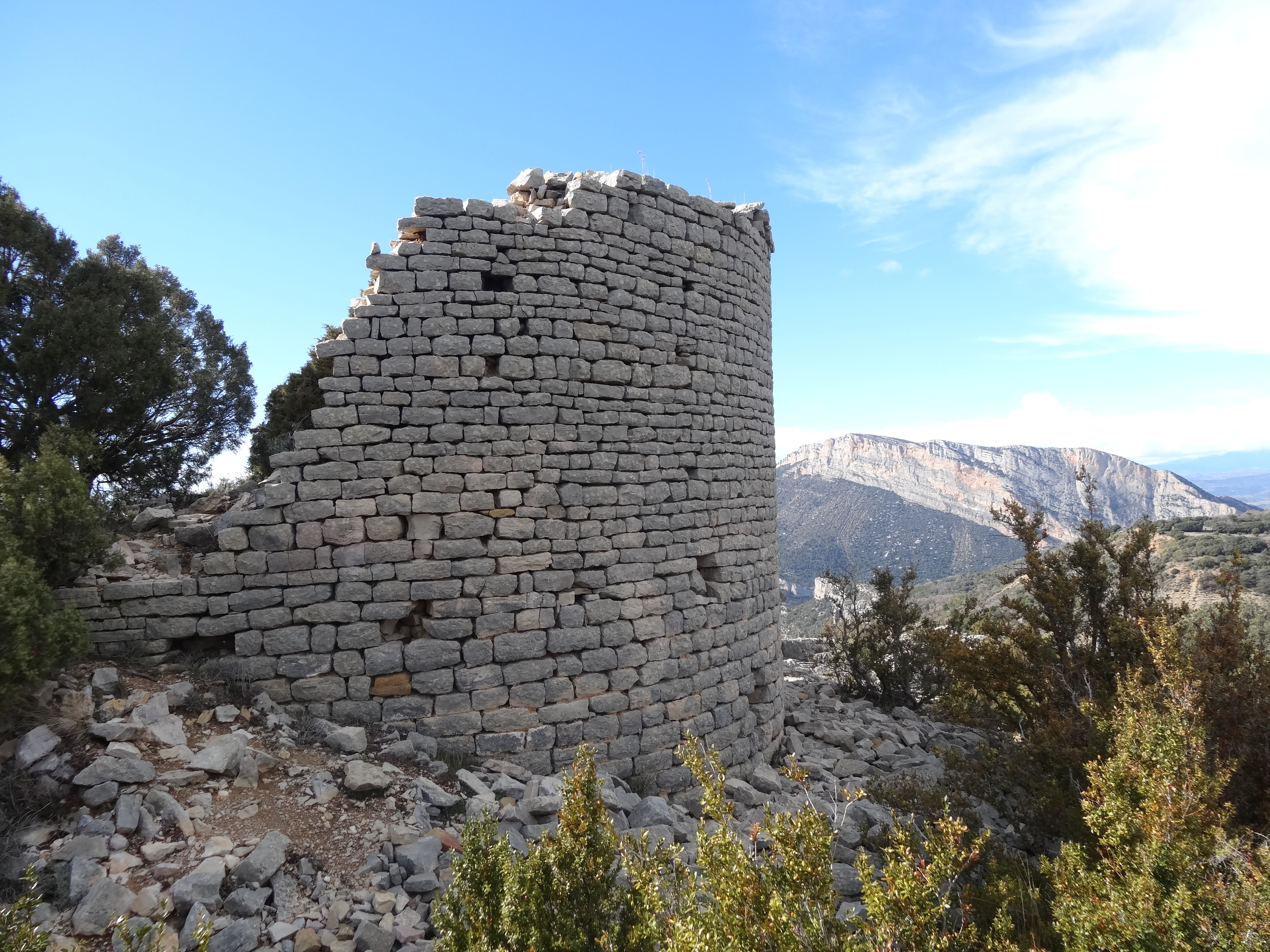
Burg von Corsà
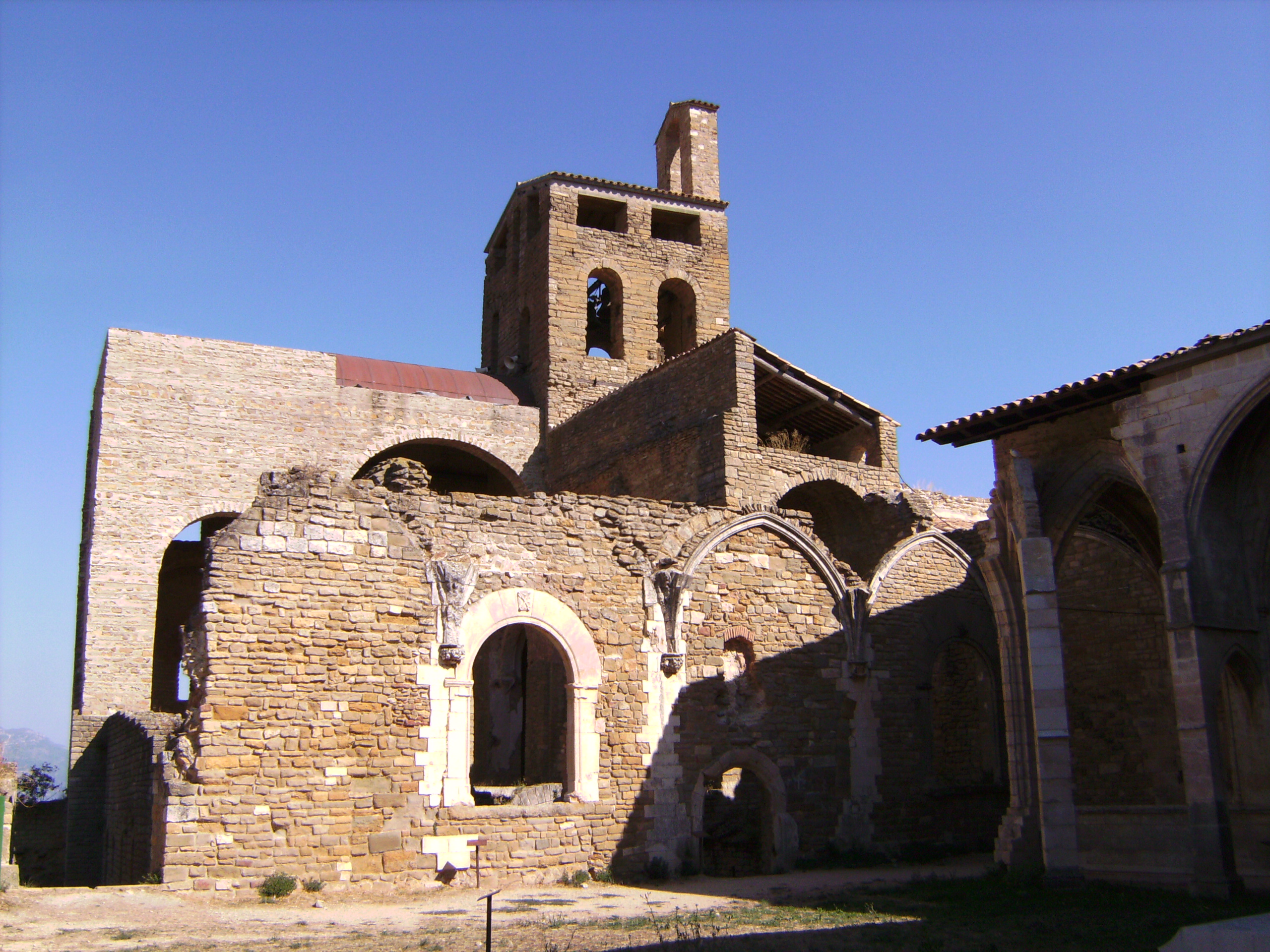
Stiftskirche Sant Pere
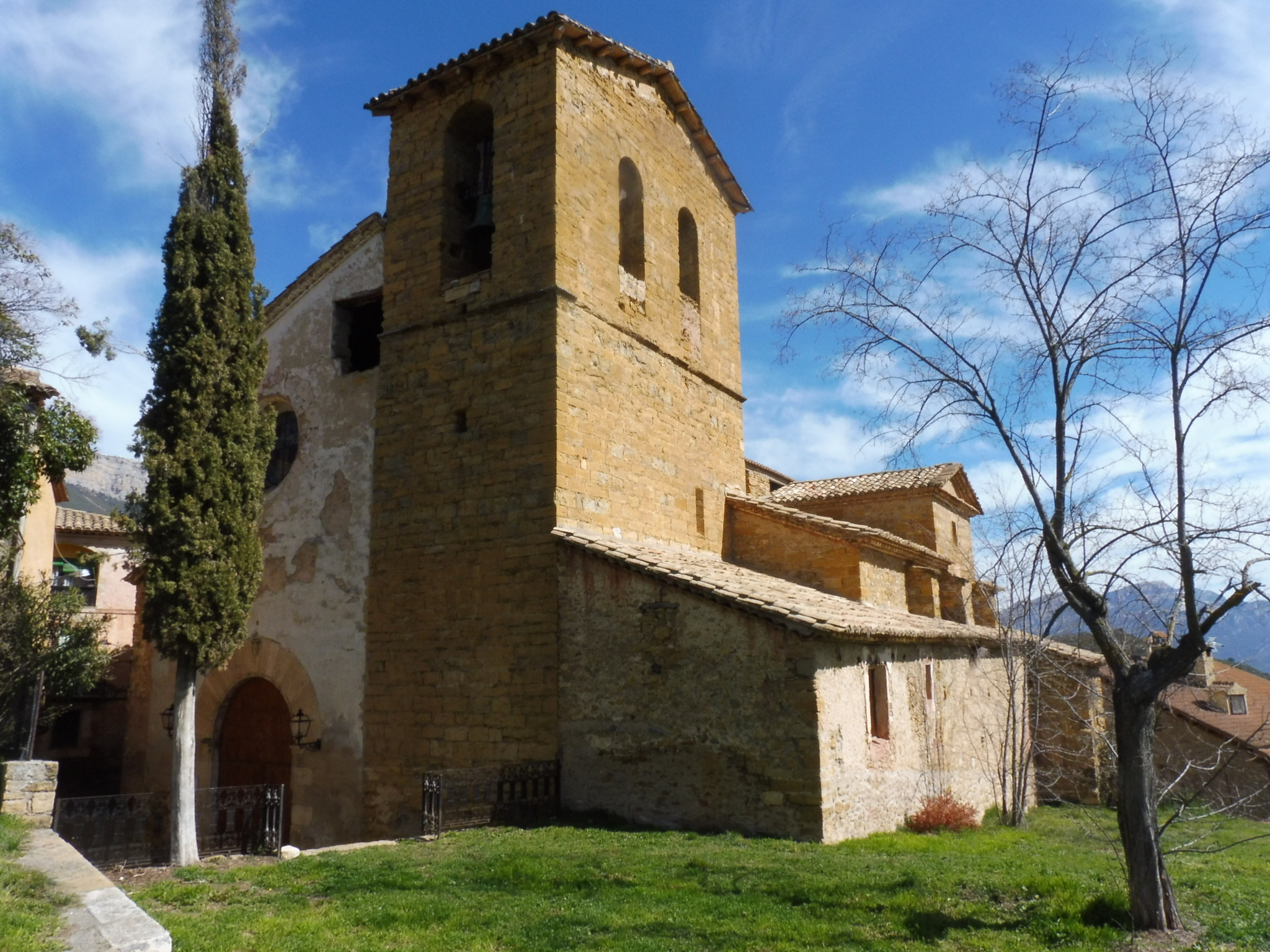
Vinzenzkirche
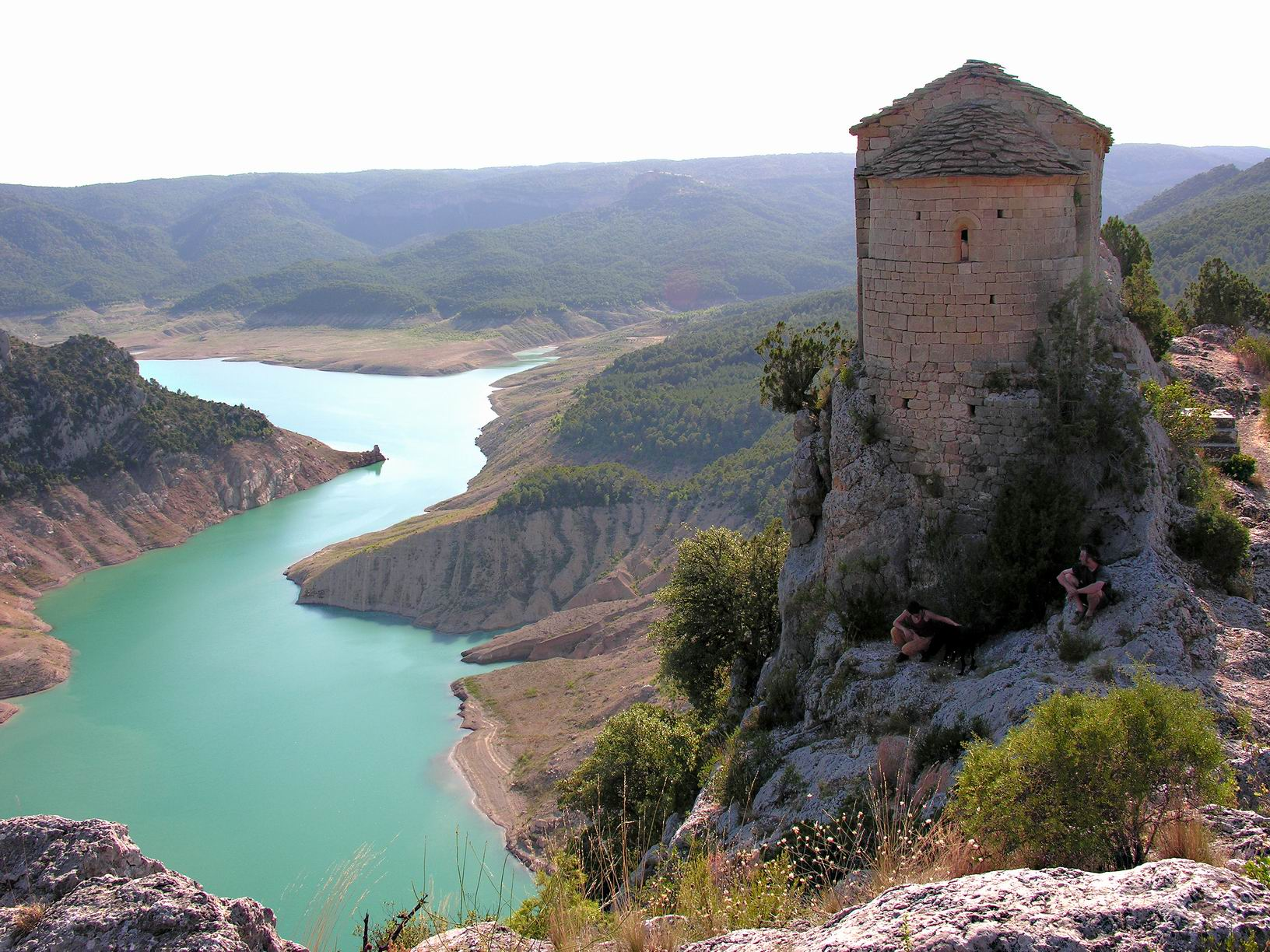
Marienkapelle
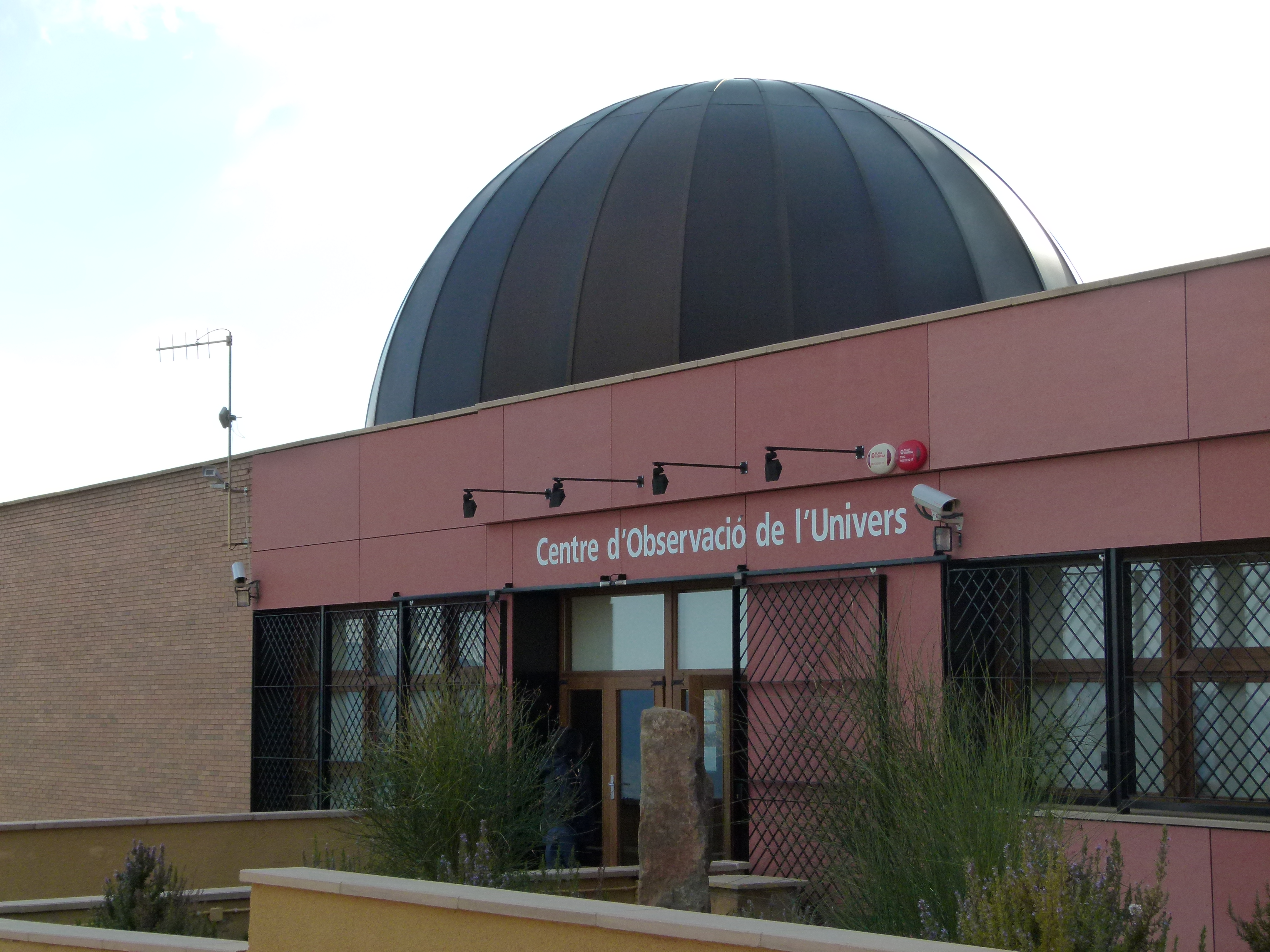
Volkssternwarte
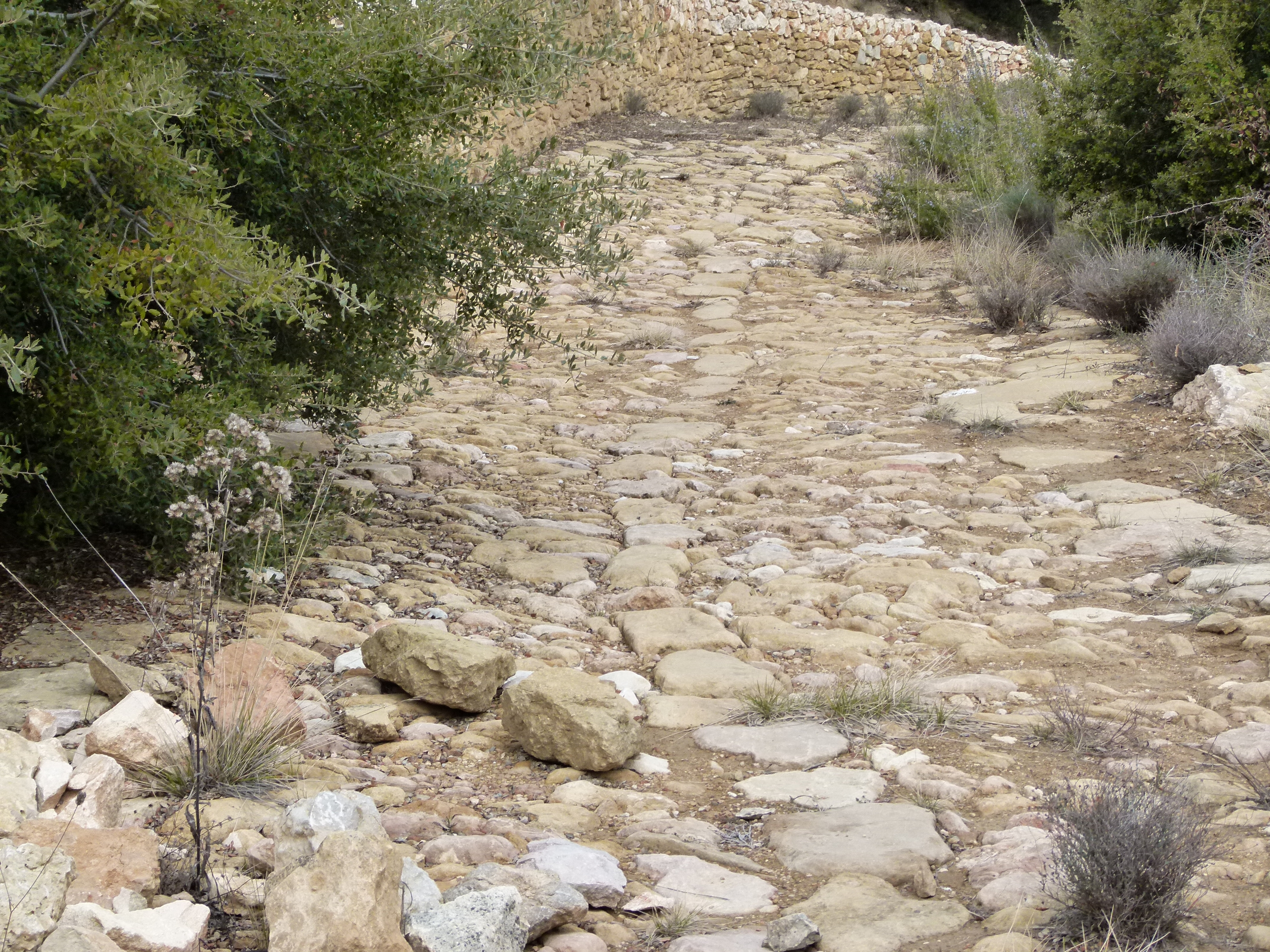
Via romana